# Dypsis
Dypsis es un género con 152 especies de plantas con flores perteneciente a la familia de las palmeras (Arecaceae).
Es originaria de Tanzania, Comoras y Madagascar.

## Taxonomía
El género fue descrito por Noronha ex Mart. y publicado en Historia Naturalis Palmarum 3: 180. 1838.
Etimología
Dypsis: nombre genérico que es incierto, pero puede estar relacionado con el griego dypto 'me sumerjo' o dyptes 'buzo'.

## Especies
| - Dypsis ambanjae - Dypsis ambositrae - Dypsis ampasindavae - Dypsis andrianatonga - Dypsis antanambensis - Dypsis arenarum - Dypsis baronii - Dypsis basilonga - Dypsis bejofo - Dypsis boiviniana - Dypsis canaliculata - Dypsis canescens - Dypsis ceracea - Dypsis commersoniana - Dypsis confusa - Dypsis coursii - Dypsis crinita - Dypsis decaryi - Dypsis decipiens | - Dypsis dransfieldii - Dypsis faneva - Dypsis fasciculata - Dypsis florencei - Dypsis heteromorpha - Dypsis hovomantsina - Dypsis ifanadianae - Dypsis intermedia - Dypsis interrupta - Dypsis lanceolata - Dypsis ligulata - Dypsis lutescens - Dypsis madagascariensis - Dypsis malcomberi - Dypsis mananjarensis - Dypsis mangorensis - Dypsis mcdonaldiana - Dypsis nauseosa - Dypsis nossibensis | - Dypsis onilahensis - Dypsis oreophila - Dypsis oropedionis - Dypsis ovobontsira - Dypsis paludosa - Dypsis pembana - Dypsis perrieri - Dypsis pilulifera - Dypsis prestoniana - Dypsis procera - Dypsis psammophila - Dypsis rivularis - Dypsis sahanofensis - Dypsis saintelucei - Dypsis scottiana - Dypsis serpentina - Dypsis singularis - Dypsis tsaratananensis - Dypsis tsaravotsira - Dypsis utilis |